# Clastobryopsis brevinervis
Clastobryopsis brevinervis là một loài Rêu trong họ Sematophyllaceae. Loài này được M. Fleisch. mô tả khoa học đầu tiên năm 1923.